# Thalassoma lucasanum
Thalassoma lucasanum е вид лъчеперка от семейство Зеленушкови (Labridae).

## Разпространение
Видът е разпространен в източната част на Тихия океан от Долна Калифорния до Перу, както и около Галапагоските острови. Среща се на дълбочина от 2 до 64 метра, въпреки че рядко може да се види под 25 метра.

## Описание
Този вид може да достигне до 15 см на дължина.

## Хранене
Храни се с малки организми като ракообразни, планктон и рибни яйца.